# Cal Marquès (Alella)
Cal Marquès és un edifici d'Alella (Maresme) catalogat com a bé cultural d'interès local.

## Història
L'any 1833, el negociant barceloní Antoni Fontanils i Raspall va comprar a Ignasi Guàrdia una part de la finca de Can Clarisvalls, on sembla que hi havia l'antiga masia. A la seva mort, fou heretada per la seva filla Camil·la Fontanils i Casades, casada amb Joan Fabra i Illas.
El 1870 el seu fill, Camil Fabra i Fontanills (1833-1902), futur marquès d'Alella, va fer construir un palauet envoltat de jardins al costat del llac. A més d'adquirir diverses propietats del municipi d'Alella i de recuperar les ruïnes de la capella de Sant Cristòfol, va annexionar a la finca la masia de Can Clarisvalls, que va acabar-se transformant en la masoveria.
El seu fill Ferran Fabra i Puig (1866-1944) va ser membre fundador de la Cooperativa Alella Vinícola, i el 1934 va finançar la construcció de les Escoles Fabra.

## Descripció
És un conjunt d'edificacions de tipus senyorial amb característiques típicament neoclàssiques, format fonamentalment per un cos de planta poligonal de vuit costats, al centre del qual s'eleva una gran torre llanterna, també octogonal i que per les seves dimensions és pràcticament una cúpula destinada a la il·luminació interior: a cada costat del tambor hi ha una obertura el·líptica i està coberta per una teulada a vuit vessants.
És de destacar l'estructura ternària que s'utilitza en cadascuna de les façanes del conjunt, amb un arc de mig punt al centre i arquitravada als costats (arquitectura serliana). És interessant l'ús de columnes amb capitells corintis per als porxos, balustrades, hídries i antefixes que decoren tant l'edifici com el jardí que l'envolta, d'un marcat gust neoclàssic.
A l'edifici principal s'hi accedeix per una gran escalinata.